# 範隆博物館
範隆博物館（荷蘭語：Museum Van Loon）是位於荷蘭首都阿姆斯特丹市的一座博物館。博物館建築始建於1672年。現在博物館內部已得到修復，恢復了18世紀的樣貌。

## 外部連結
- Museum Van Loon （页面存档备份，存于） (official website)